# Онешти (Јаши)
Онешти (рум. Onești) насеље је у Румунији у округу Јаши у општини Плугари. Oпштина се налази на надморској висини од 59 m.

## Становништво
Према подацима из 2002. године у насељу је живело 218 становника, од којих су сви румунске националности.